# Ipomoea cairica
- Commons
- Wikispecies

A Ipomoea cairica, também chamada de corriola, jetirana, jitirama e ipomeia, é uma trepadeira herbácea, muito florífera, perene, de crescimento moderado, nativa do Brasil.

## Inflorescência
Possui "inflorescência com várias flores grandes de cor rosa-arroxeada, que se formam praticamente durante o ano todo".

## Revestimento
Presta-se ao revestimento de cercas, muros, grades etc, porém é considerada planta invasora quando não desejada.
Recomenda-se não utilizá-la para revestir estruturas mais caras e maiores, como pérgolas e caramanchões, pois ela perde a sua beleza com o tempo.

## Imagens

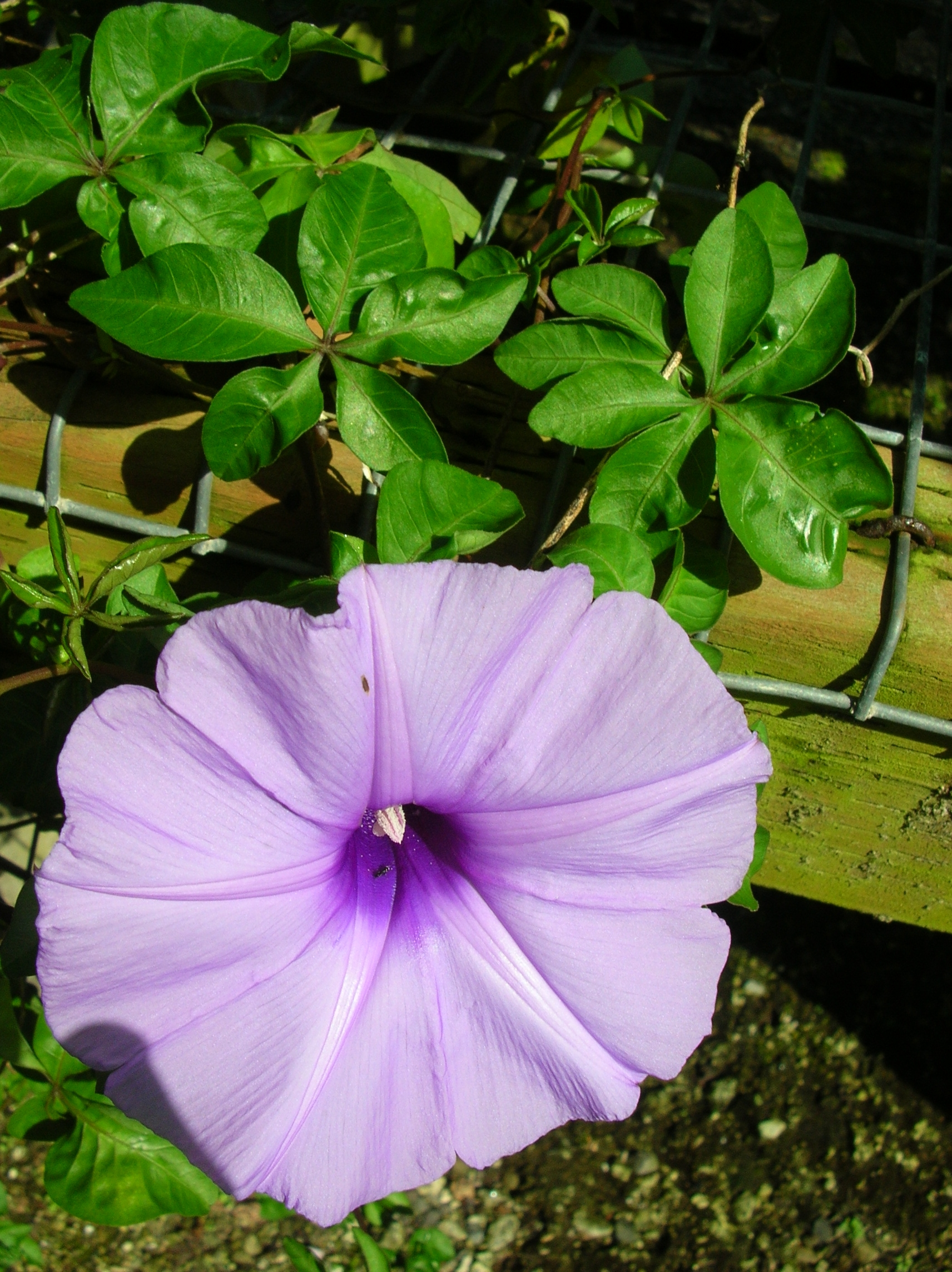
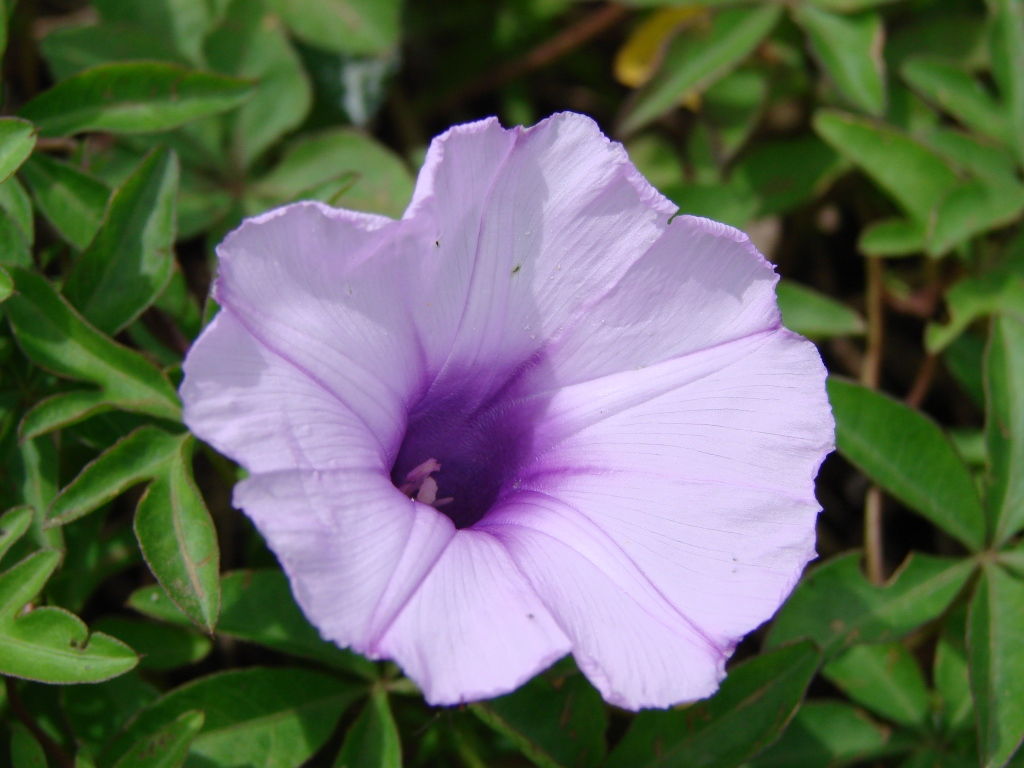
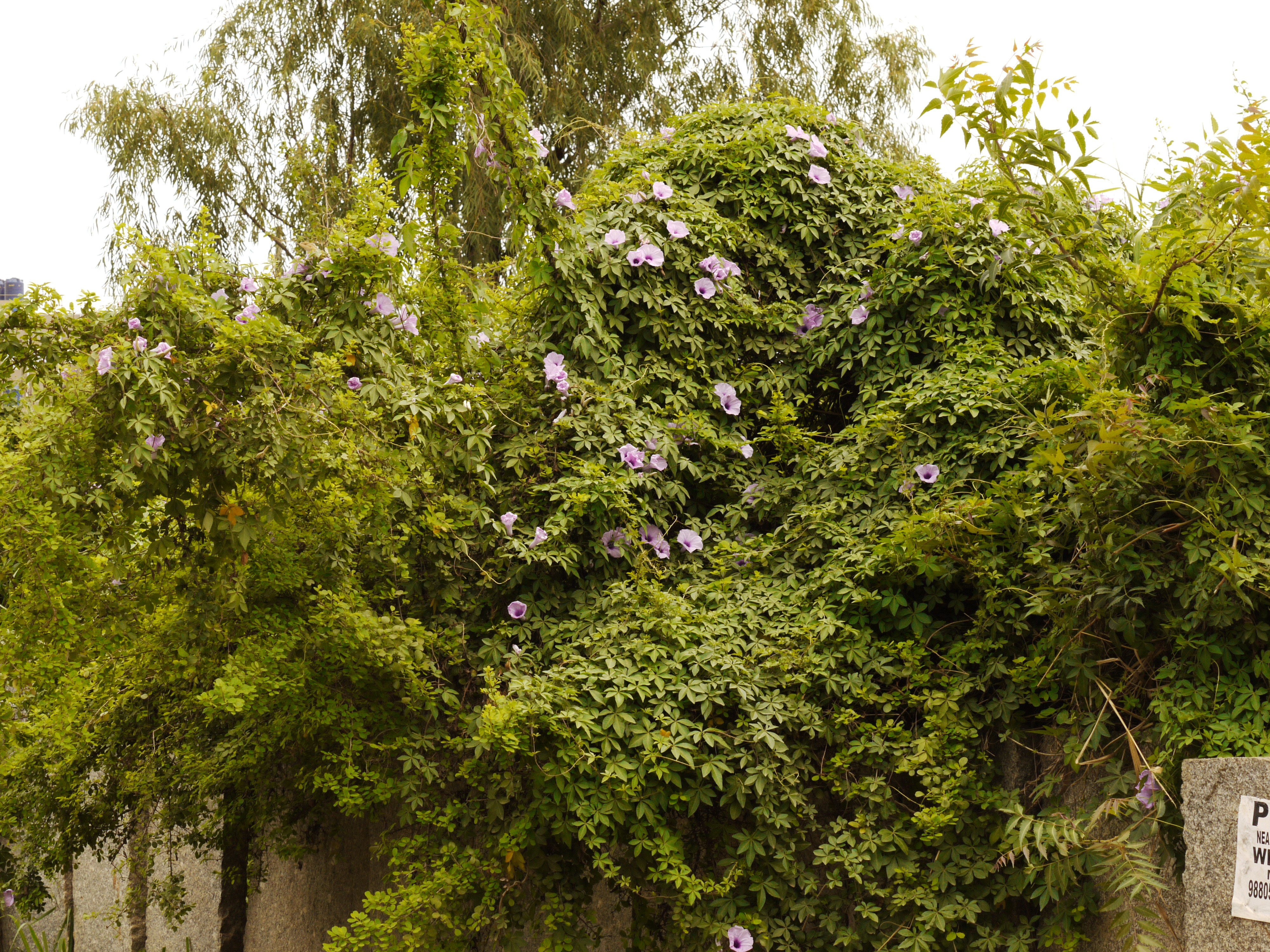
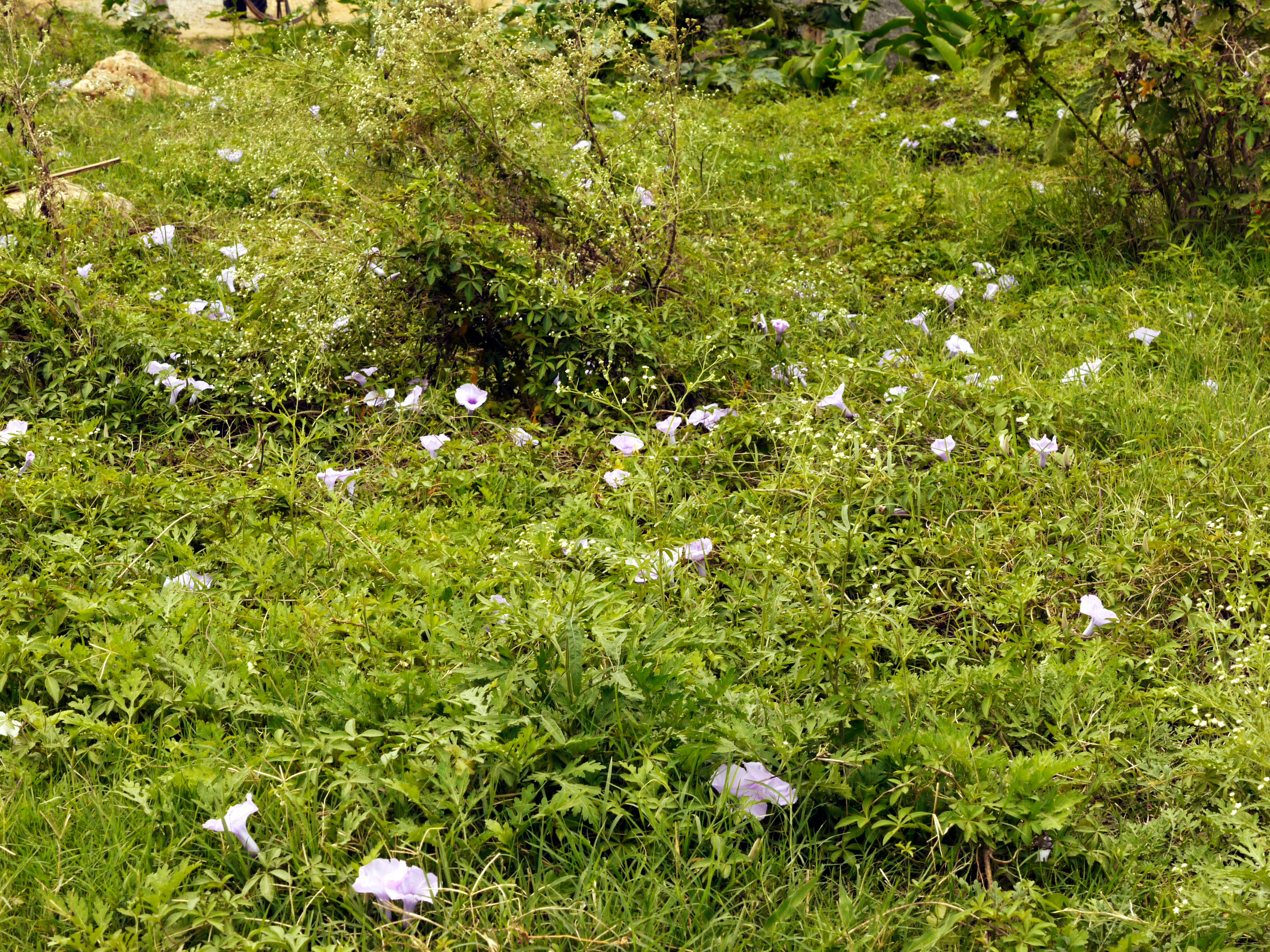
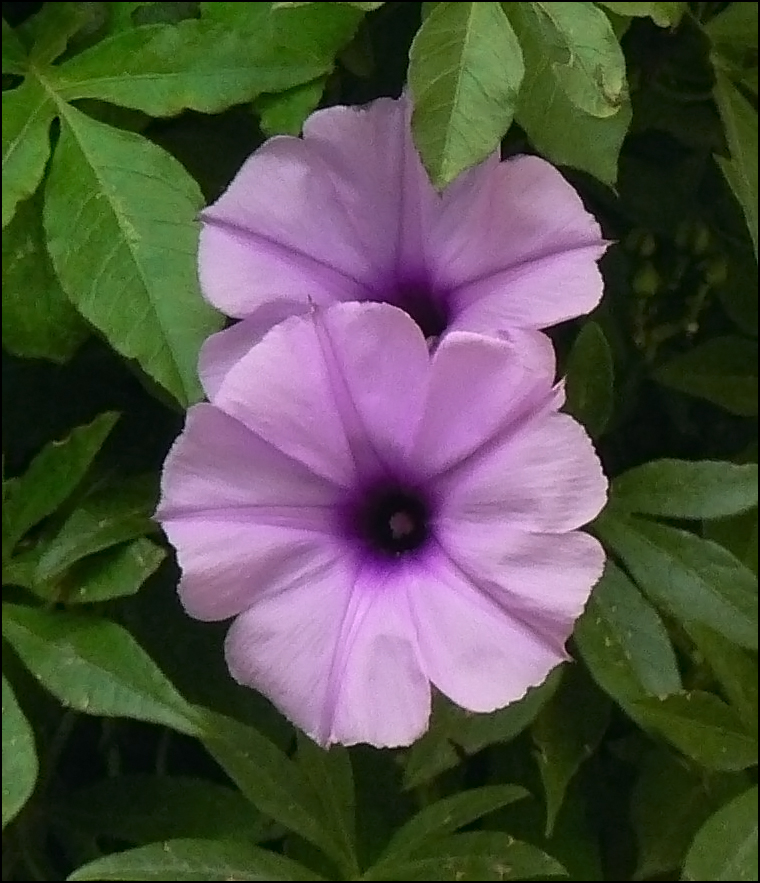
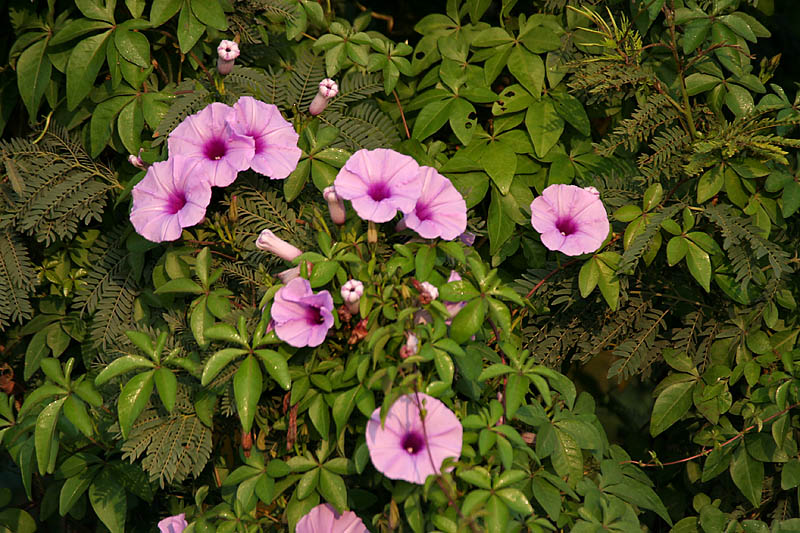
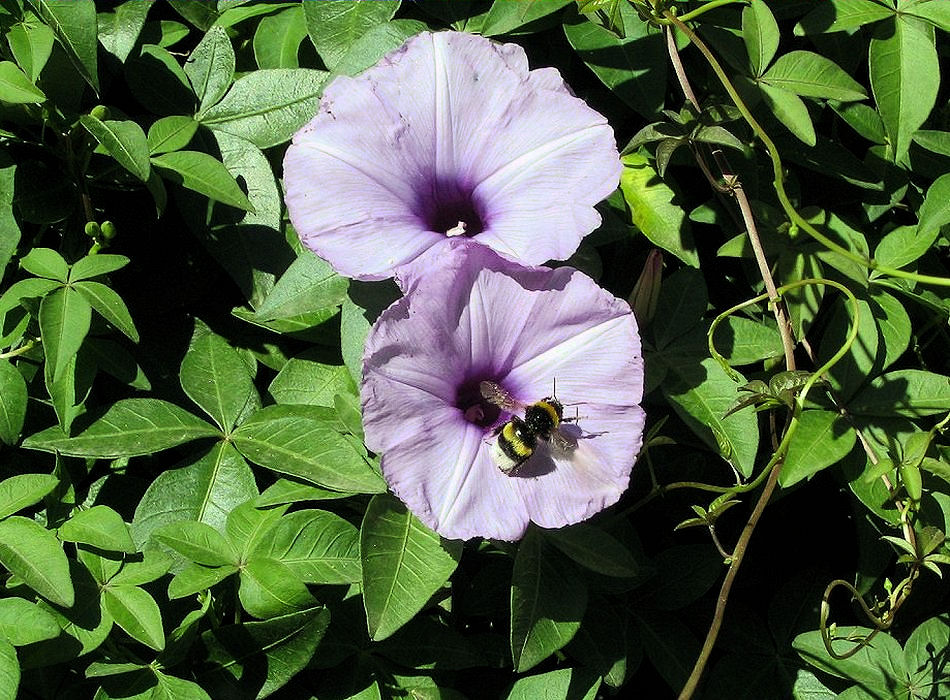
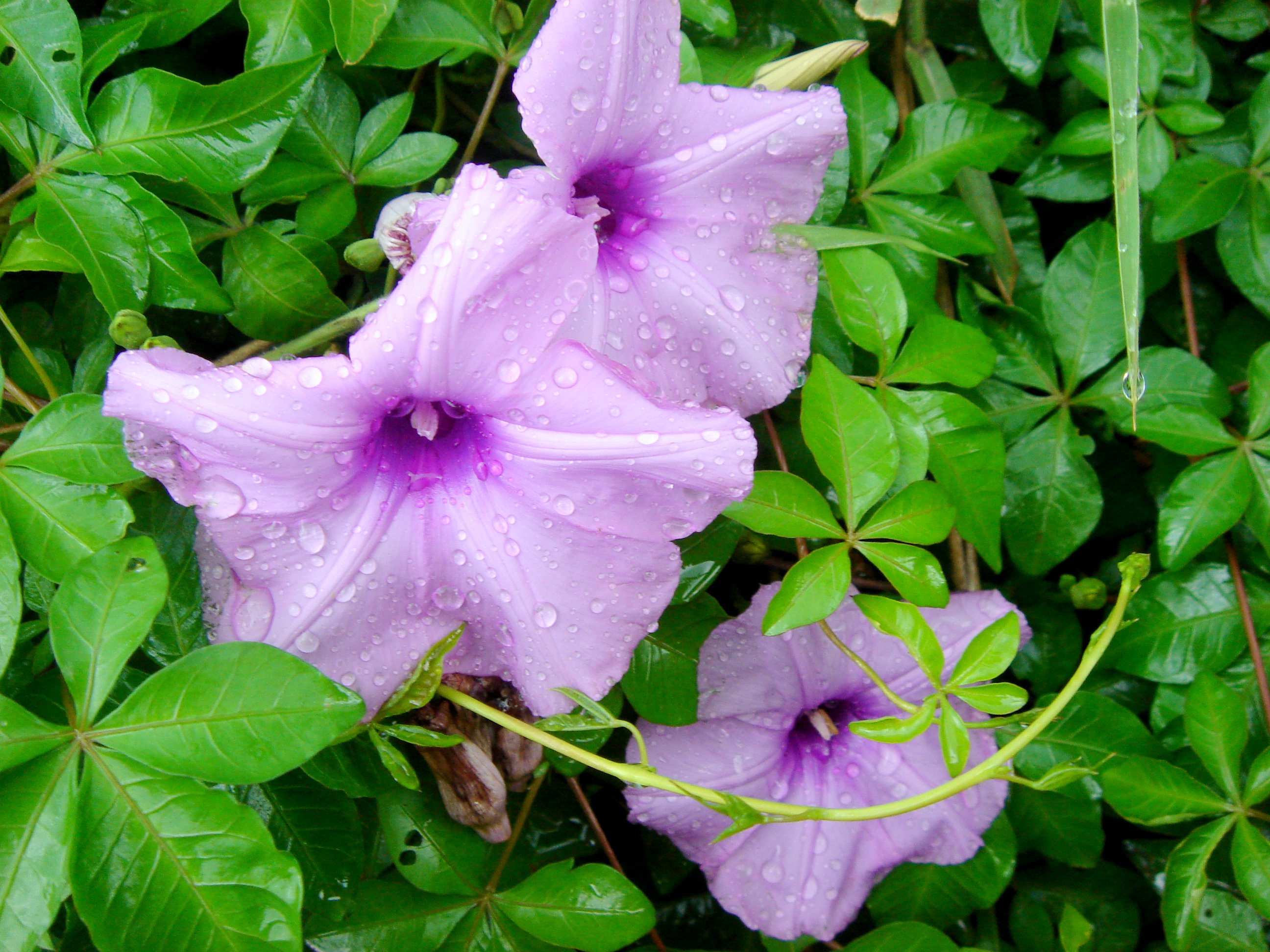
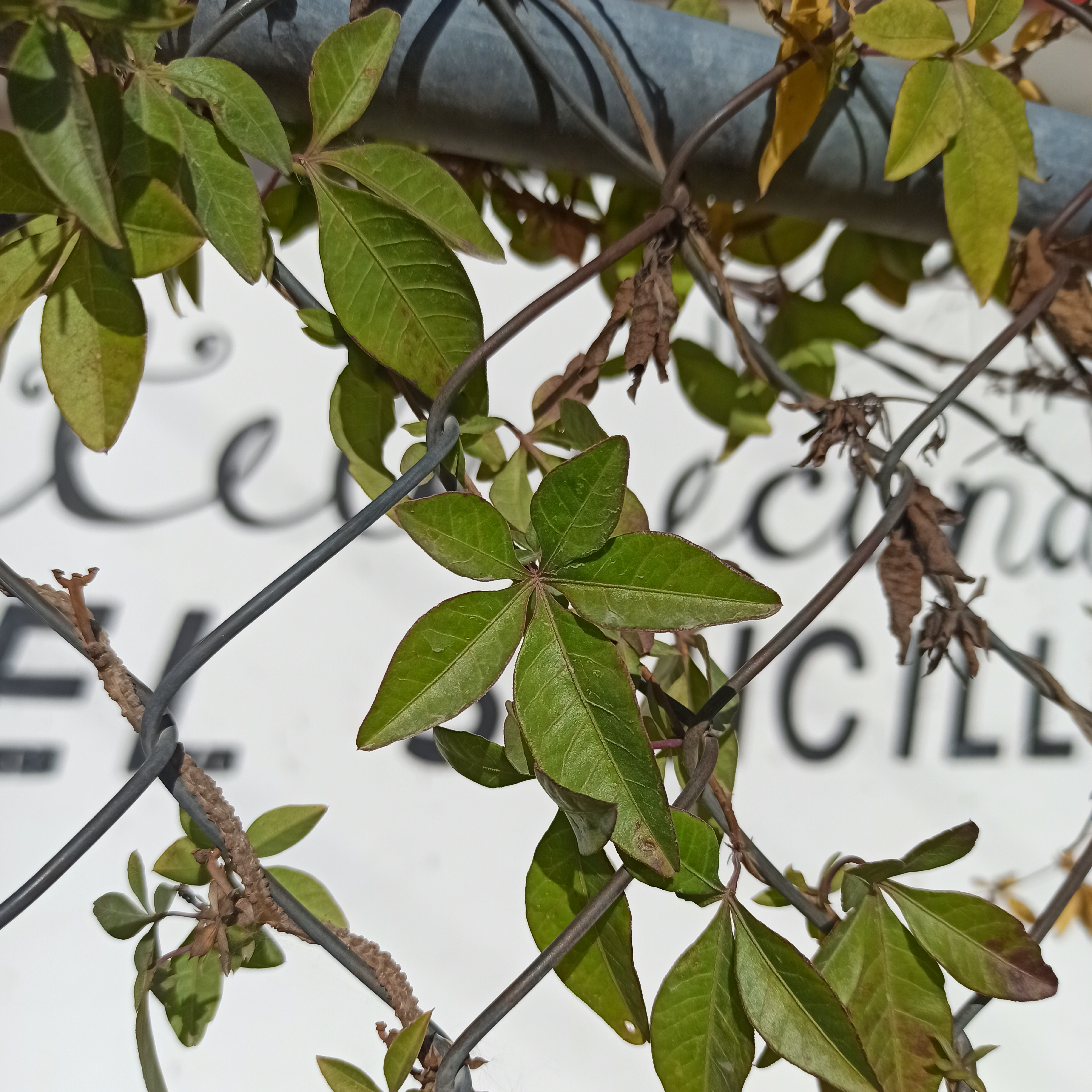
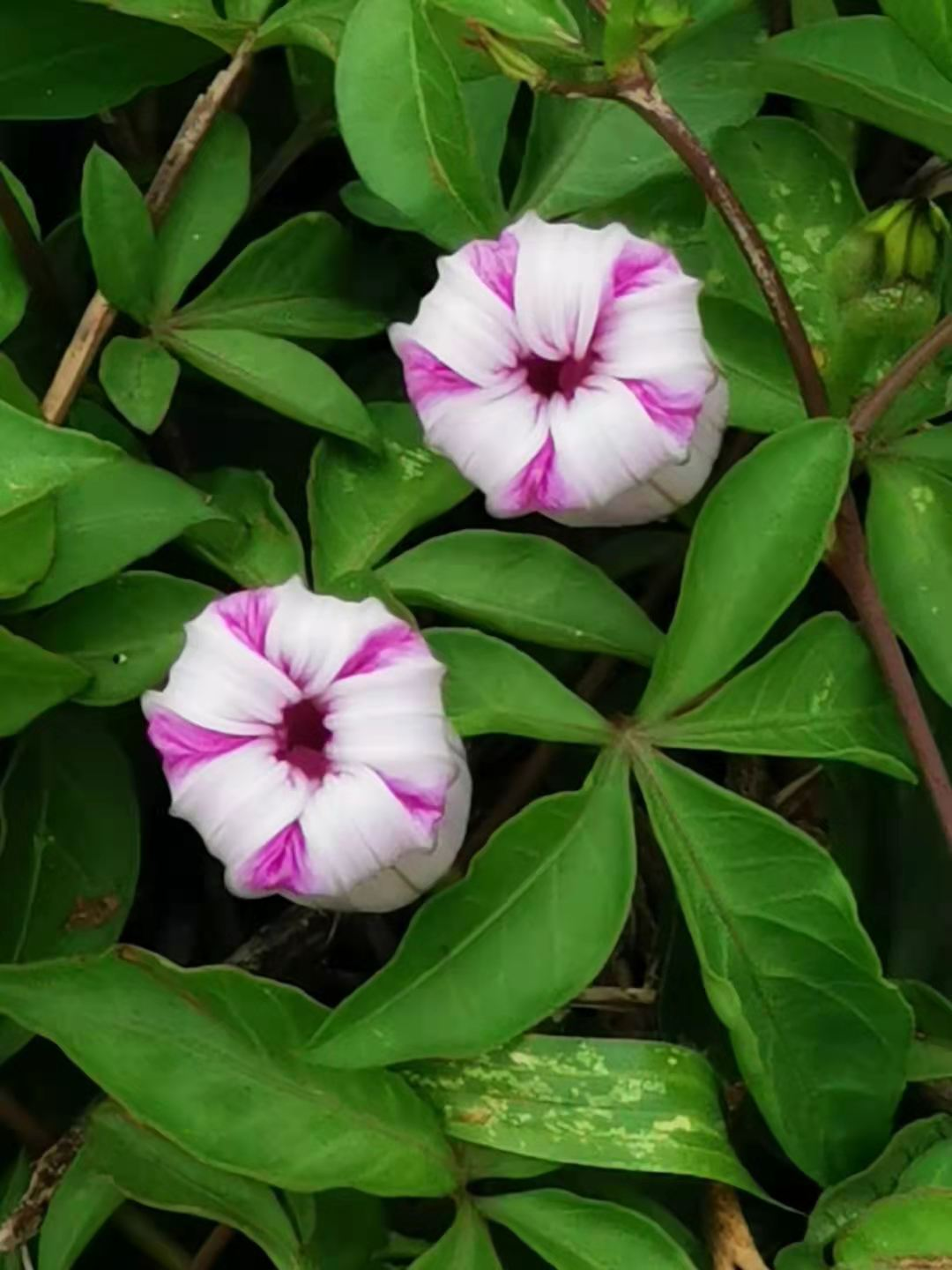
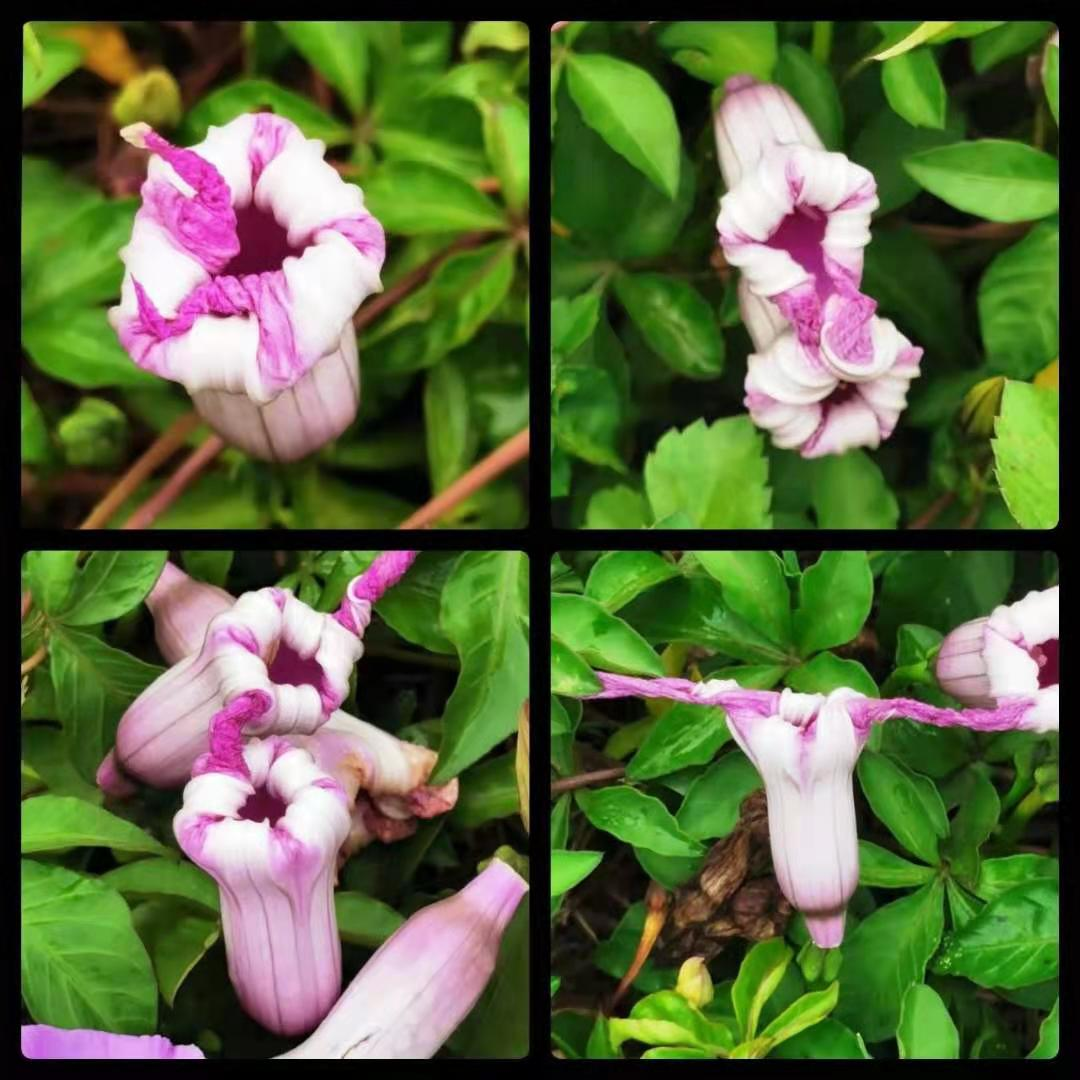
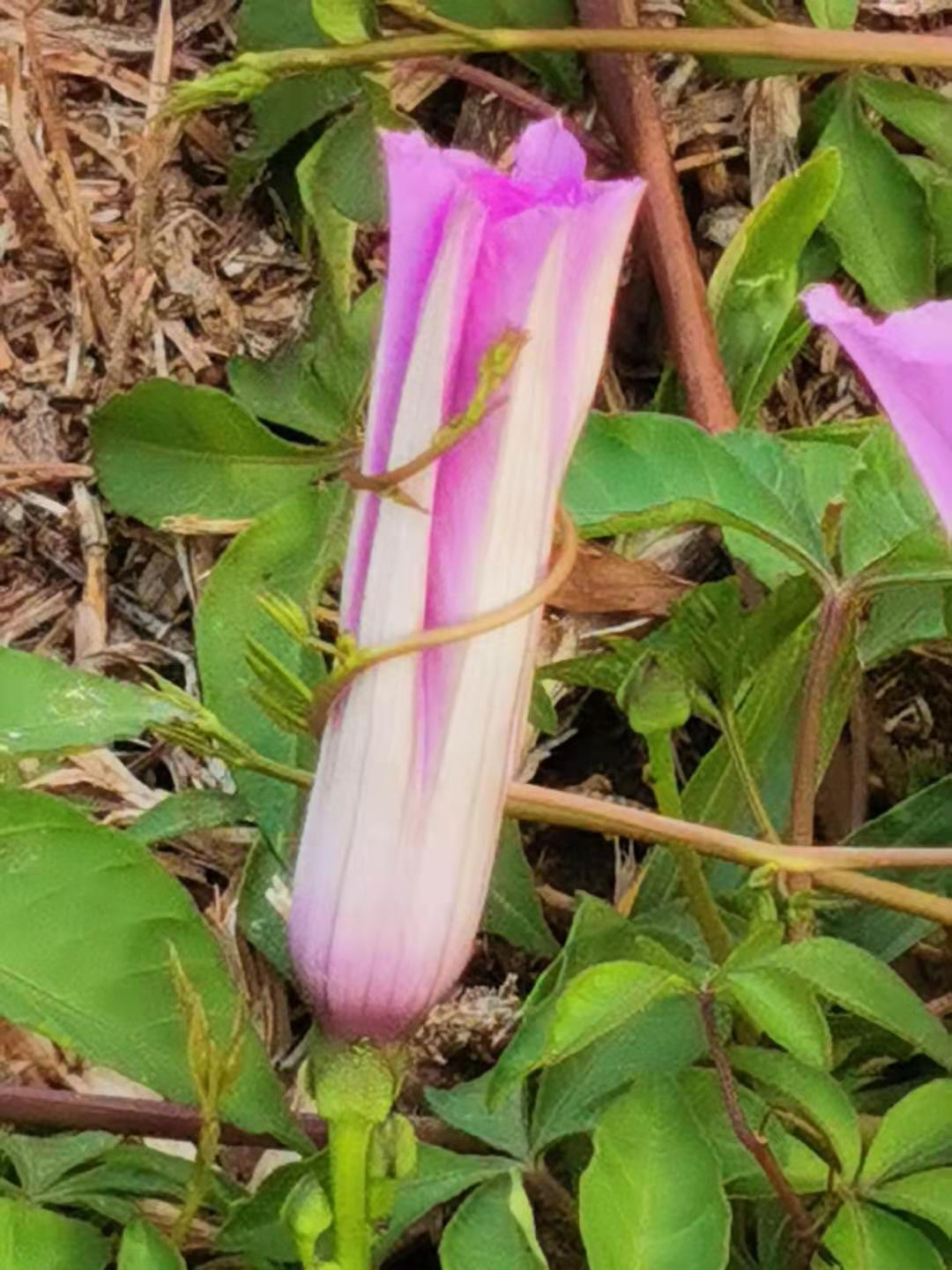

## Reprodução
Se reproduz por sementes e mudas.